# Дуров, Николай Валерьевич
Никола́й Вале́рьевич Ду́ров (род. 21 ноября 1980, Ленинград) — российский программист и математик.
Старший брат Павла Дурова, вместе с которым он основал социальную сеть «ВКонтакте» (2006), а затем Telegram (2013), где Николай занимал роль вначале системного администратора, а затем ведущего программиста.
Старший научный сотрудник алгебраической лаборатории Санкт-Петербургского отделения Института математики им. Стеклова РАН.

## Биография
Родился 21 ноября 1980 года в Ленинграде в семье университетской интеллигенции. Он старше брата Павла на четыре года. К трём годам умел читать. Под его руководством младший брат начал программировать в десятилетнем возрасте.
В подростковом возрасте жил в итальянском Турине, где его отец, Валерий Дуров, работал несколько лет. Павел Дуров рассказывал, что Николая показывали по итальянскому телевидению «как вундеркинда, который был способен решать кубические уравнения в режиме реального времени в возрасте 10 лет».

## Ранние годы, образование
В 1996—1998 годах принимал участие в Международной математической олимпиаде и выиграл золотую медаль на каждом из конкурсов. В 1995—1998 годах получил одну золотую и три серебряных медали на Международной олимпиаде по информатике. Являлся членом команды Ассоциации вычислительной техники Санкт-Петербургского государственного университета, выигравшей Международную студенческую олимпиаду по программированию 2000 и 2001 годов.
Свою первую степень кандидата наук получил в Санкт-Петербургском государственном университете в 2005 году, защитив диссертацию на тему «Метод вычисления группы Галуа многочлена с рациональными коэффициентами». Он продолжил получать математическое образование в Боннском университете и в 2007 году получил ещё одну учёную степень (PhD), защитив работу «Новый подход к геометрии Аракелова» под руководством Герда Фальтингса.

## Карьера

### Исследования
Ввёл коммутативную алгебраическую монаду как обобщение локальных объектов в обобщённую алгебраическую геометрию. В ней были представлены версии тропической геометрии, абсолютной геометрии над полем с одним элементом и алгебраический аналог
геометрии Аракелова.
Занимает должность старшего научного сотрудника лаборатории геометрии и топологии Санкт-Петербургского отделения Математического института им. В. А. Стеклова РАН, публикует научные работы на темы систем счисления, индуктивных и коиндуктивных конструкций в математике, регулярных пространств и регулярных отображений.

#### «ВКонтакте» (2006—2014)
С 2006 года Николай Дуров помогал брату создавать социальную сеть «ВКонтакте», был техническим директором компании.
По одной из распространенных версий, именно Николай Дуров сыграл ключевую роль в разработке соцсети, однако он сам назвал такие утверждения «мифом». По словам Николая Дурова, он «на начальном этапе развития проекта разве что помогал общими советами и был кем-то вроде первого системного администратора компании». Лишь через полтора года после запуска соцсети «понадобилось разрабатывать специализированные системы хранения данных, в дополнение к стандартным инструментам вроде MySQL и PHP-коду, написанному Павлом и другими PHP-разработчиками, и вот тогда-то подключились мы с Андреем Лопатиным». Николай Дуров утверждает, что именно Павел «написал и запустил первую версию „ВКонтакте“, а также единолично разрабатывал и поддерживал ее примерно год». В дальнейшем, по его словам, именно Павел Дуров «руководил веб-разработкой и веб-дизайном, а также принимал все принципиальные решения о направлении развития проекта».
Братья Дуровы покинули компанию в 2014 году.

### Telegram (2013—н.в.)
За несколько лет до ухода Дуровых из «ВКонтакте», они начали разработку мессенджера Telegram. Для Telegram Николай Дуров разработал основные принципы шифрования. В 2012 году Андрей Лопатин начал помогать Николаю Дурову с работой над протоколом MTProto, который лежит в основе мессенджера. Кроме того, Дурова считают автором блокчейн-платформы TON (Telegram Open Network, а после — The Open Network).

#### Уголовное преследование во Франции
Совместно с уголовным преследованием его брата Павла Дурова 28 августа 2024 года французские власти выдали ордер на арест Николая Дурова. По данным «Коммерсанта» на 2024 год Дуров продолжал жить в Санкт-Петербурге.

## Общественные взгляды
На своей странице во «ВКонтакте» Дуров неоднократно затрагивал политические и общественные темы: он писал об «оккупации Крыма и Донбасса», «тотальной коррумпированности госструктур», а также фальсификациях на выборах. Он был подписан на ряд оппозиционных политиков и блогеров, среди которых Алексей Навальный, Олег Кашин и Аркадий Бабченко. Источник «Медузы», ранее работавший с Дуровым, сказал, что «помимо математики, его интересует политика, только в своей оптике», добавив, что Николай Дуров придерживается «ультра-либеральных взглядов», а его любимыми изданиями в период, когда они общались, были «Медуза» и «Дождь».

## Оценки
Николай был совершенно погруженным в свою страсть человеком, далеким от денежных, карьерных и других суетных стремлений. Когда ему доводилось выступать на публике, он, покачиваясь с ноги на ногу и глядя в потолок, кратко обрисовывал смысл своих изысканий и быстрее отправлялся к доске, где чувствовал себя увереннее, имея перед глазами формулы.Николай Кононов, книга «Код Дурова», 

## Семья
Отец — доктор филологических наук Валерий Семёнович Дуров (род. 13 июля 1945), автор многих научных работ, с 1992 года возглавляет кафедру классической филологии филологического факультета СПбГУ.
Мать — Альбина Александровна Дурова (род. 3 апреля 1951 года) преподавала в Санкт-Петербургском государственном университете.
Брат — Павел (род. 10 октября 1984), предприниматель в сфере информационных технологий российского происхождения. Совместно с ним Николай Дуров основал социальную сеть «ВКонтакте» и мессенджер Telegram.
Единоутробный брат — Михаил Петров, сын Альбины Дуровой от первого брака.
Дед — Семён Петрович Туляков (род. 1913), участвовал в Великой Отечественной войне. Служил в 65-м стрелковом полку, участвовал в боях на Ленинградском фронте на Красноборском и Гатчинском направлениях, трижды был ранен. Представлялся к ордену Красной Звезды, награждён орденом Отечественной войны II степени и на 40-летие Победы орденом Отечественной войны I степени. После войны был репрессирован.